# Американска правна асоциация
Американска правна асоциация, също се среща и като Американска асоциация на юристите (на английски: American Bar Association, по-известна като ABA), основана 21 август 1878, е доброволческа асоциация на юристите в САЩ, прависти и правни студенти. Най-основните дейности на ABA са полагането на академични стандарти за правните училища, формулирането на етически кодове, свързани с правната професия. ABA има 410 000 членове. Централния национален офис е в Чикаго, Илиноис, но също така има значителен офис във Вашингтон.

## История
ABA е основана през 21 август 1878 в Саратога Спрингс, щат Ню Йорк от 100 прависти от 21 щати. Според уебсайта на ABA,
„Правната професия, такава каквато я знаем днес [в САЩ], тогава съществуваше в своите наченки. Адвокатите са били като цяло единични и „самотни“ практикуващи, които са били обучени в система от чиракуване. Не е имало национален етичен код [в САЩ]; не е имало национална организация, която да служи като форум за дискутиране на все по-сложните въпроси, включени в правната практика.“
Целта на организацията, която при нейното създаване е положена от нейната първа конституция, е „развитието на науката на юриспруденцията, съдействие на администрацията на правосъдието и еднородност на законодателствуването из страната....“

## Мисия
Мисията на ABA, така както е обявена в изявление от 2008 гласи "Да служи еднакво на своите членове, на нашата професия и обществото чрез защитаване на свободата и доставяне на справедливост като [американски] национален представител на правната професия."

## Публикации
Асоциацията публикува месечно общо по тематика списание, което се разпространява сред нейните членове, ABA Journal (от 1984, преди това American Bar Association Journal, 1915 – 1983), сега вече достъпно и онлайн.

## Скорошни президенти
- 2000 – 2001: Марта Барнет
- 2002 – 2003: Алфред Карлтън Джуниър
- 2003 – 2004: Денис Арчър (първи афроамерикански президент)
- 2004 – 2005: Робърт Грей Джуниър
- 2005 – 2006: Майкъл Греко (първи роден извън САЩ президент)
- 2006 – 2007: Карън Матис
- 2007 – 2008: Уилям Нюком
- 2008 – 2009: Томас Уелс Джуниър
- 2009 – 2010: Каролин Лам[4]
- 2010 – 2011: Стивън Зак (първи испано-американски президент)[5]
- 2011 – 2012: Бил Робинсън[6]
- 2012 – 2013: Лоръл Белоуз

## Годишни срещи
Всяка година през автуст ABA е домакин на годишна срещи в различни градове, на тези срещи се държат речи, правят се класове по продължаващо правно обучение, събирания и се състои ABA ЕКСПО.